# 佐賀県立牛津高等学校
佐賀県立牛津高等学校（さがけんりつ うしづこうとうがっこう, Saga Prefectural Ushizu High School）は、佐賀県小城市牛津町牛津にある公立高等学校。
服飾や食品など、家庭科教育に重点をおいている。

## 設置課程・学科
- 全日制課程
  - 生活経営科
  - 服飾デザイン科
  - フードデザイン科（2021年募集停止、2023年3月末閉科予定）
  - 食品調理科

## 校歌
- 作詞 - 重松ムラ
- 作曲 - 陶山聡
  - 3番まであり、各番とも「牛津高校」で終わる。

## 沿革
- 1953年（昭和28年）- 佐賀県立小城高等学校牛津分校（定時制課程）を開校。（入学者数1,660名）
- 1963年（昭和38年）4月 - 小城高等学校から分離し、佐賀県立牛津高等学校（現校名）として独立。
  - 設置学科 - 家政科、被服科、食物科の3学科（各学科55名、計165名）
- 1964年（昭和39年）- 校旗・校歌を制定。
- 1973年（昭和48年）- 厚生大臣から食物科1学級が調理師養成施設として指定される。
- 1983年（昭和58年）- 推薦入試を開始。創立20周年記念式典を挙行。
- 1984年（昭和59年）　校訓を制定。
- 1990年（平成2年）- 生活経営科・服飾デザイン科・食品調理科（食品栄養コース・調理師コース）に学科を改編。
- 2013年（平成25年）- 創立50周年記念式典を挙行。
- 2021年（令和3年）4月1日 - フードデザイン科の募集を停止[1]。
- 2023年（令和5年）3月31日 - フードデザイン科を廃止（予定）。

## 学校行事

### 1学期
- 4月 - 入学式、学力考査、新入生オリエンテーション、開校記念一日徒歩旅行
- 5月 - 中間考査、PTA総会、生徒総会・家庭クラブ総会
- 6月 - 高校総体、校内模試（2・3年）、県下一斉就職模試（2・3年）、講演会、家庭クラブ校内研修、校内読書会、期末考査
- 7月 - 卒業生と語る会、クラスマッチ、保護者面談、インターンシップ（2年）、夏季特課（補習）
- 8月 - 全校登校日、一日体験入学、体育祭練習、特別面接指導（3年）、課題考査

### 2学期
- 9月 - 体育祭、就職選考開始
- 10月 - 秋の読書週間、中間考査
- 11月 - 文化祭、家庭クラブ立会演説会、期末考査
- 12月 - クラスマッチ、ファッションショー、保護者面談

### 3学期
- 1月 - 新春カルタ会、スキー研修、ホームプロジェクト発表会（1年）、学年末考査（3年）
- 2月 - 先輩と語る会、感謝の心週間、課題研究発表会、学年末考査（1・2年）
- 3月 - 卒業式、入試、早期職業教育啓蒙活動

## 生徒会活動
- 「家庭クラブ」

## 部活動

### 運動部
- ソフトテニス部
- バレーボール部
- バスケットボール部
- 卓球部
- ソフトボール部 - 男子ソフトボール部は映画「ソフトボーイ」（2010年（平成22年）6月19日公開）のモデルとなった。
- 新体操部
- なぎなた部

### 文化部
- 佐賀錦部
- ファッションクリエイト部
- 点字・手話部
- 華道部
- 茶道部
- 美術部
- 放送部
- 調理技術部
- ジャンベ[2]部
- 書道部
- 音楽部

## 制服
- 男子 - ブレザー、ネクタイ
- 女子 - ブレザー、リボン

## 同窓会
- 牛津高校同窓会「香菱会」

## アクセス
- 最寄りの駅
  - JR九州長崎本線「牛津駅」
- 最寄りのバス停
  - 小城市牛津町巡回バス 「本町公民館」バス停
- 最寄りの道路
  - 国道207号
  - 佐賀県道43号牛津芦刈線
  - 「天満町」、「本町」、「友田」交差点

## 周辺
- 小城市立牛津中学校